# Диц, Фриц
Фриц Диц (нем. Fritz Diez; 27 февраля 1901, Майнинген, Тюрингия, Германская империя — 19 октября 1979, Веймар, округ Эрфурт, ГДР) — немецкий актёр театра и кино, театральный режиссёр. Советским и российским зрителям широко известен как исполнитель роли Адольфа Гитлера, которую он сыграл в семи разных фильмах.

## Биография
Фриц Диц родился в Майнингене, где сначала выучился на электрика, затем, в 1920—1922 годах, обучался в Высшей школе театрального искусства, по окончании которой в 1922 году дебютировал на сцене Мейнингенского театра в «Вильгельме Телле» Ф. Шиллера. С 1924 года играл в театрах Айзенах, Ханау, Фленсбурга и ряда других городов. С 1932 года состоял в КПГ. На второй день после поджога Рейхстага к нему ворвались с обыском, а после выборов 1933 года он как коммунист был немедленно уволен с работы и в 1935 году был вынужден покинуть Германию.
В 1935—1946 годах Фриц Диц жил в Швейцарии и выступал на сцене городского театра Санкт-Галлена. Среди сыгранных ролей — Петруччо в пьесе «Укрощении строптивой» и Деметриус в пьесе «Сон в летнюю ночь» У. Шекспира, Хлестаков в гоголевском «Ревизоре», Карл Моор в «Разбойниках» и Мортимер в «Марии Стюарт» Ф. Шиллера,  заглавные роли в «Эгмонте» И. В. Гёте, «Пер Гюнт» Г. Ибсена и «Дон Карлосе» Ф. Шиллера. В этом же театре Диц в 1937 году дебютировал как режиссёр; поставил, в частности, «Скупого» Мольера, «Марию Стюарт» Ф. Шиллера, «Сон в летнюю ночь» У. Шекспира, «Катарину Кни» Карла Цукмайера. В 1943 году Диц вместе со своей женой, актрисой Мартой Бешорт-Диц (1902 — 1981), и Вальтером Поллачеком создал местный комитет движения «Свободная Германия» и был членом редколлегии ежемесячного журнала комитета.
После окончания Второй мировой войны, в 1946 году, Диц вернулся в родной Майнинген, находившийся в восточной части Германии. В 1946—1954 годах он был главным режиссёром Майнингенского театра, а с 1947 года одновременно и интендантом. В 1954—1958 годах занимал пост главного интенданта театра земли Галле, где поставил, в частности, пьесу Брехта «Мамаша Кураж и её дети».
В 1958—1962 годах Диц был актёром Государственного театра в Дрездене, с 1962 года жил в Восточном Берлине, выступал на сценах Немецкого театра, «Фольксбюне» и Театра Максима Горького.
С середины 1950-х годов Фриц Диц много снимался в кино, работал на телевидении. В СССР получил известность как исполнитель роли Гитлера. В 1967 году он сыграл эту роль сразу в двух фильмах, в том числе в «Замёрзших молниях», вышедших в советский прокат. Именно Дицу было предложено сыграть Гитлера в советской киноэпопее «Освобождение». Однако эта роль, которую ему уже не раз довелось сыграть не только в кино, но и в театре, актёру изрядно надоела; Диц ответил отказом: ему не хотелось стать актёром одной роли, тем более такой, как Адольф Гитлер. С большим трудом, не без личного вмешательства Эриха Хонеккера, удалось уговорить актёра.
В дальнейшем Диц продолжил свою гитлериану и в телесериале «Семнадцать мгновений весны», а также в «Солдатах свободы». Юрий Озеров планировал его участие и в намечаемой им «Битве за Москву», для Дица это было бы восьмое исполнение роли Гитлера в кино. Смерть Фрица Дица в 1979 году расстроила эти планы. В результате в «Битве за Москву» роль Гитлера сыграл другой немецкий актёр — Ахим Петри.

## Фильмография
| Год       |   | Русское название                    | Оригинальное название               | Роль                         |
| --------- | - | ----------------------------------- | ----------------------------------- | ---------------------------- |
| 1955      | ф | Эрнст Тельман — вождь своего класса | Ernst Thälmann – Sohn seiner Klasse | Адольф Гитлер / Adolf Hitler |
| 1959      | ф | Образцовые ребята                   | Musterknaben                        | Вебер                        |
| 1959      | ф | По особому заданию                  | Im Sonderauftrag                    | Вегнер                       |
| 1960      | ф | Пять патронных гильз                | Funf Patronenhulsen                 | майор Боланьос               |
| 1966      | ф | Без борьбы нет победы               | Ohne Kampf kein Sieg                | Херман Абс                   |
| 1966      | ф | Тайный отряд: Бумеранг              | Geheimkommando Bumerang             | машинист                     |
| 1967      | ф | Замёрзшие молнии                    | Die gefrorenen Blitze               | Гитлер                       |
| 1968      | ф | Я, справедливость                   | Já, spravedlnost                    | Гитлер                       |
| 1970      | ф | Челюскин                            | Tscheljuskin                        | Куйбышев                     |
| 1969—1972 | ф | Освобождение                        | Befreiung                           | Гитлер                       |
| 1972      | ф | Ура! У нас каникулы!                | Hurra, wir haben Ferien!            | дед Юты                      |
| 1973      | ф | Семнадцать мгновений весны          |                                     | Гитлер                       |
| 1976      | ф | Выбор цели                          |                                     | Отто Ган / Адольф Гитлер     |
| 1977      | ф | Солдаты свободы                     | Soldaten der Freiheit               | Гитлер                       |